# Centrum (Szczecin)
Le quartier Centrum est un quartier de Szczecin, situé dans le Śródmieście arrondissement. Il est composé du centre de la ville. Sa population est de 17 497, et sa superficie est de 1 km2. Centrum signifie en polonais: «mitan», «milieu» et dans ce cas-ci «centre-ville». Le quartier est créé en 1990. Le quartier de Centrum comprend le siège du gouvernement municipal.
Il est bordé par les districts suivants: Śródmieście-Północ (au nord), Stare Miasto (au l'est), Nowe Miasto (au sud) et Śródmieście-Zachód (au sud-ouest).

## Attractions touristiques

### Galerie

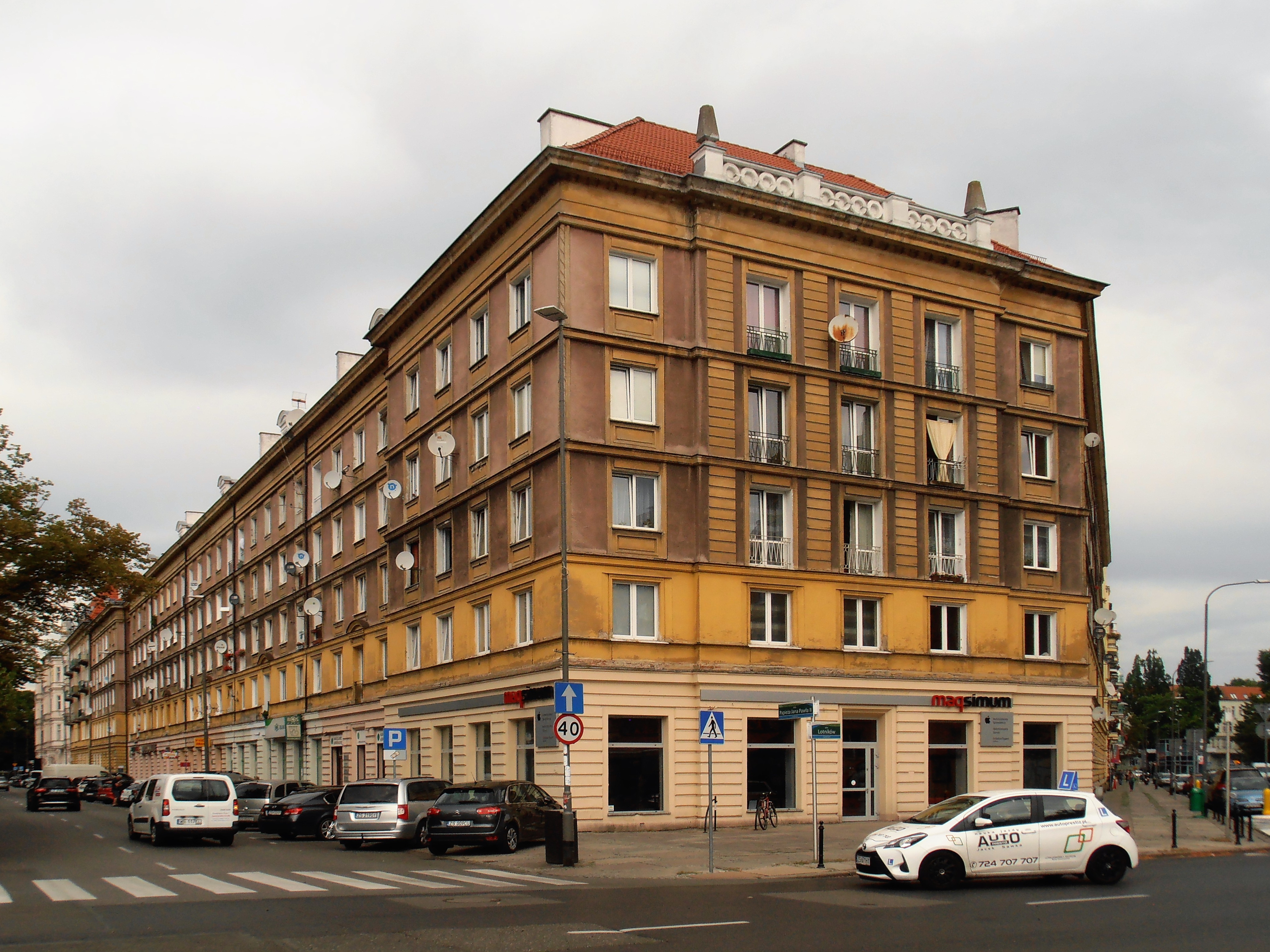
Quartier résidentiel de centre (Śródmiejska Dzielnica Mieszkaniowa)
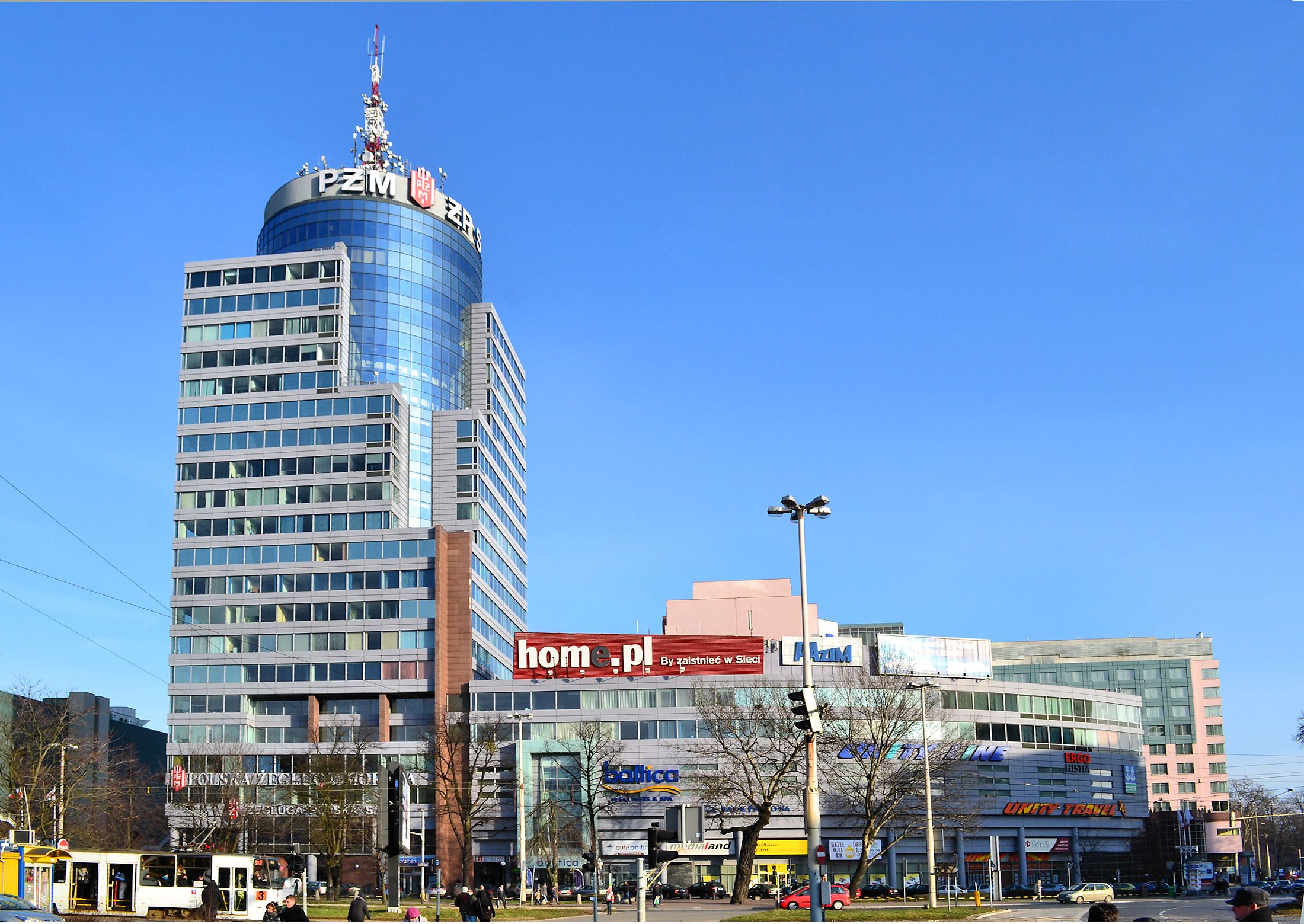
Pazim
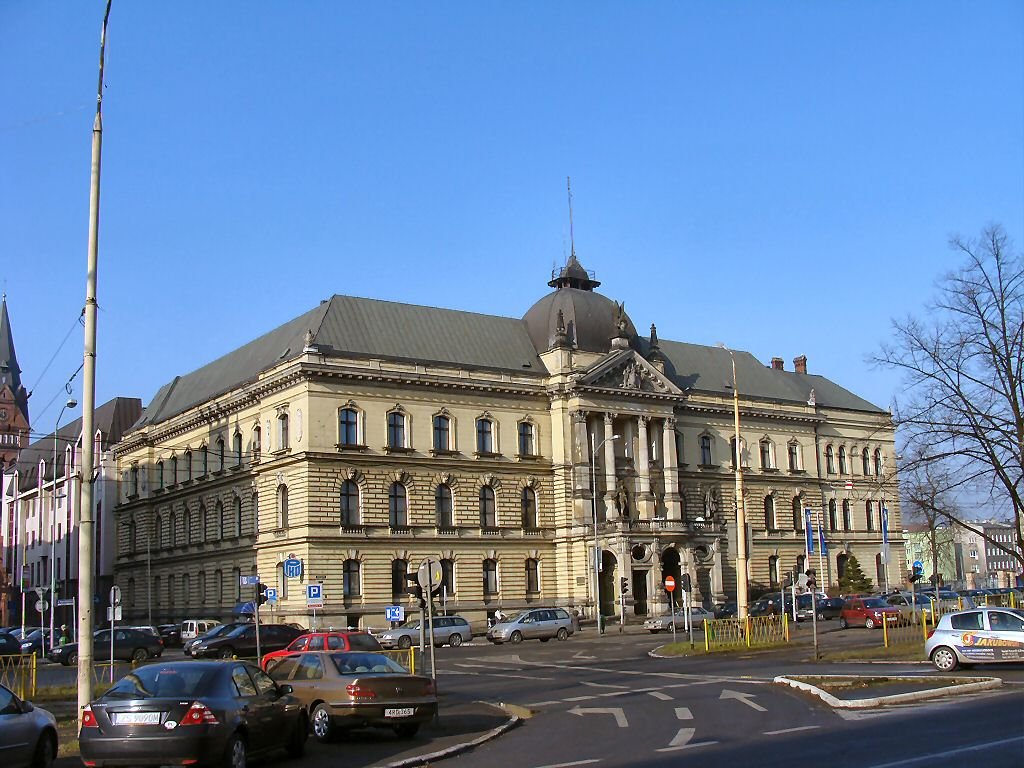
Palais de la zemstvo de Poméranie
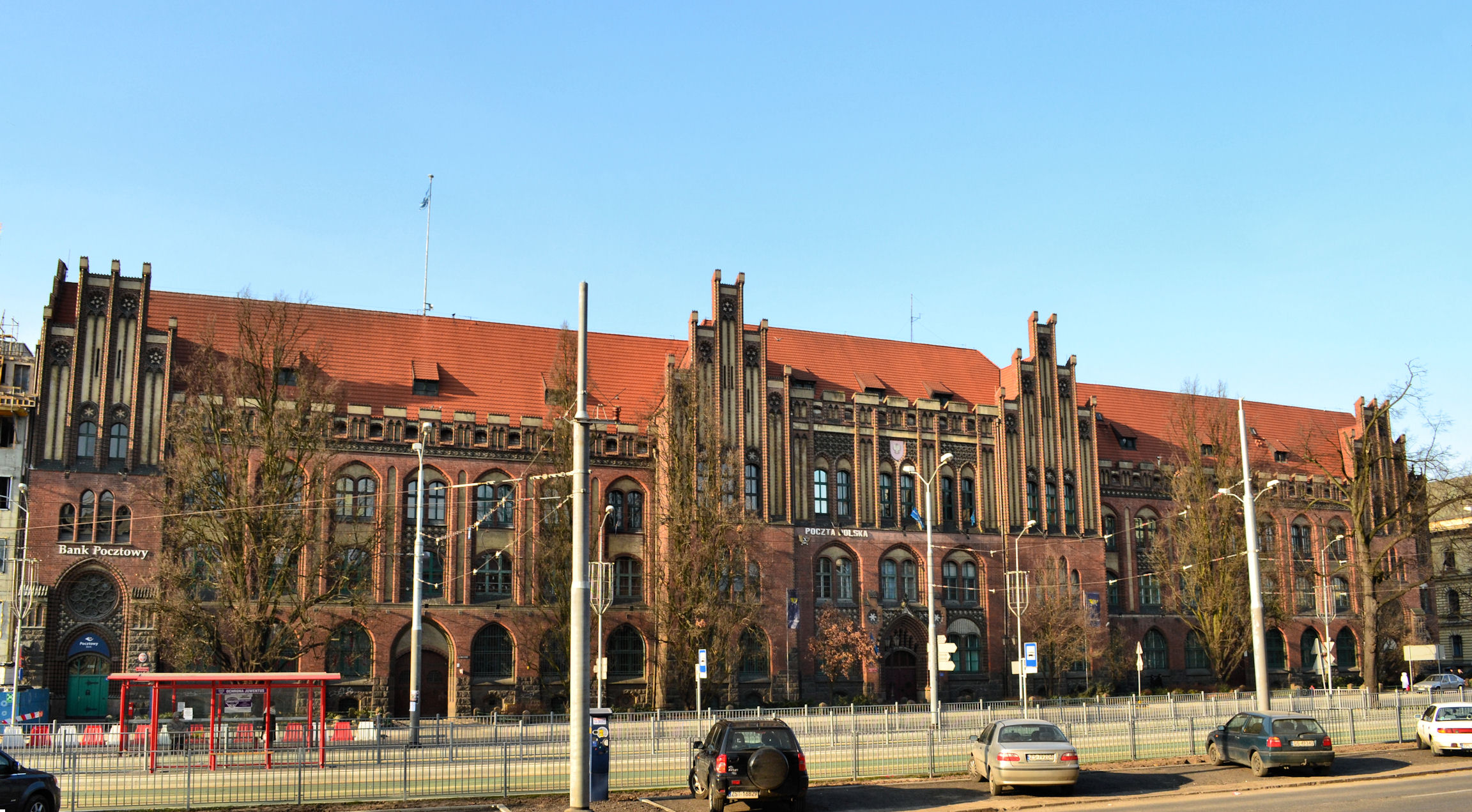
Le bâtiment de la poste n° 1 de Szczecin
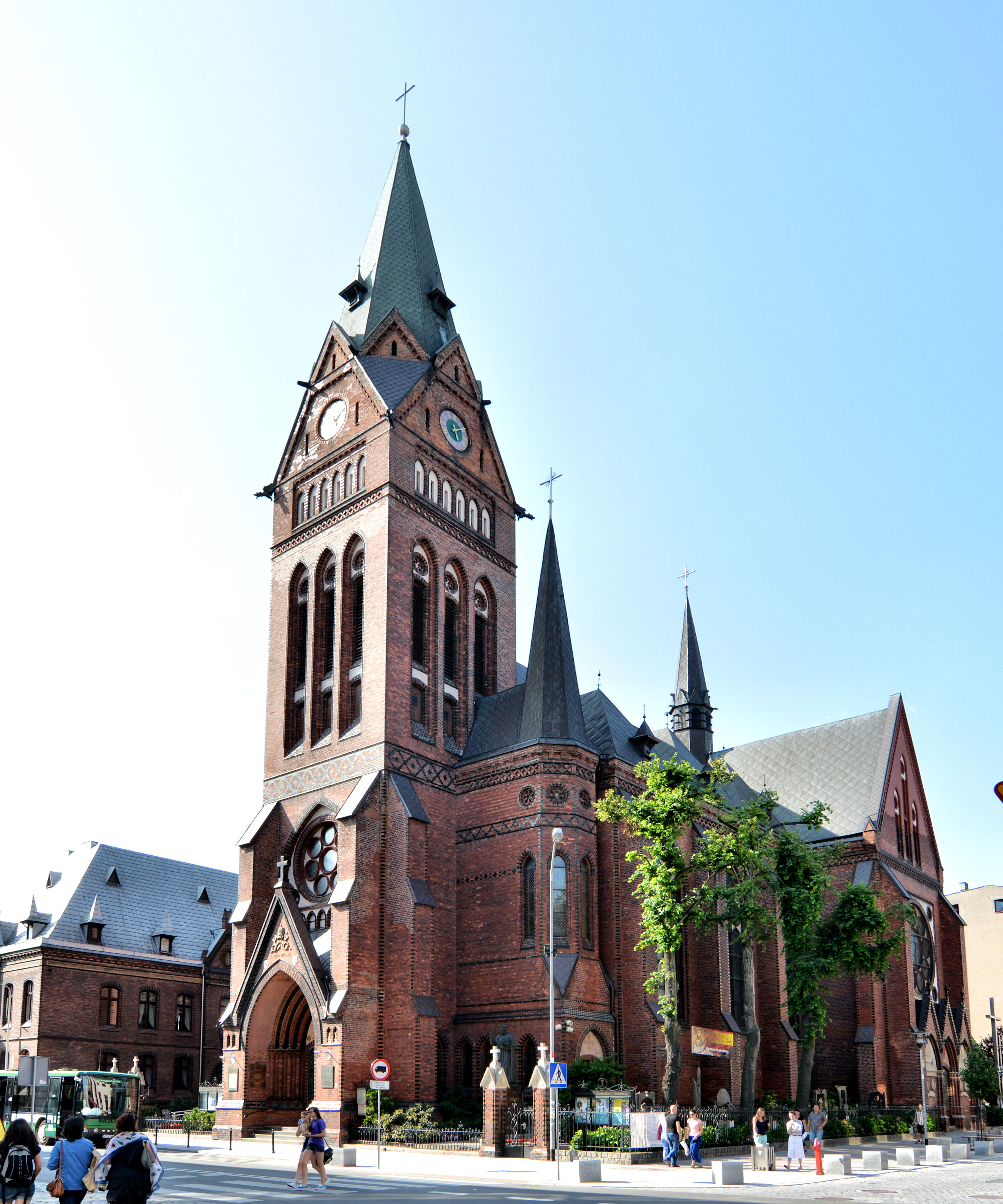
Basilique Saint-Jean-Baptiste
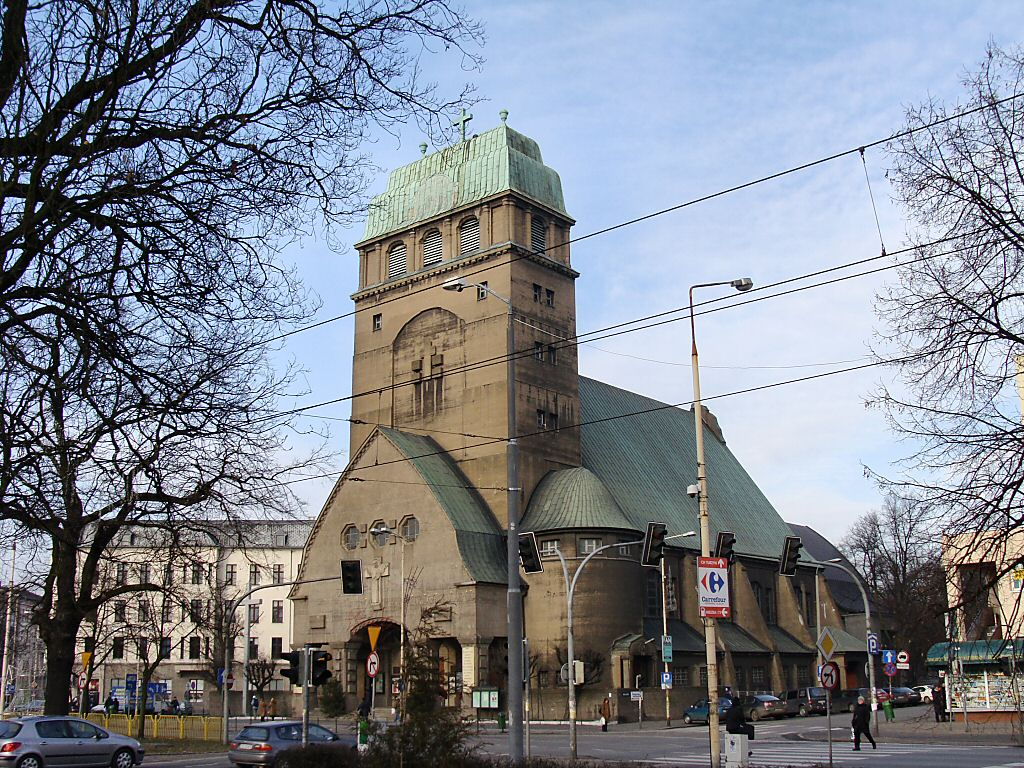
Église du Sacré-Cœur-de-Jésus
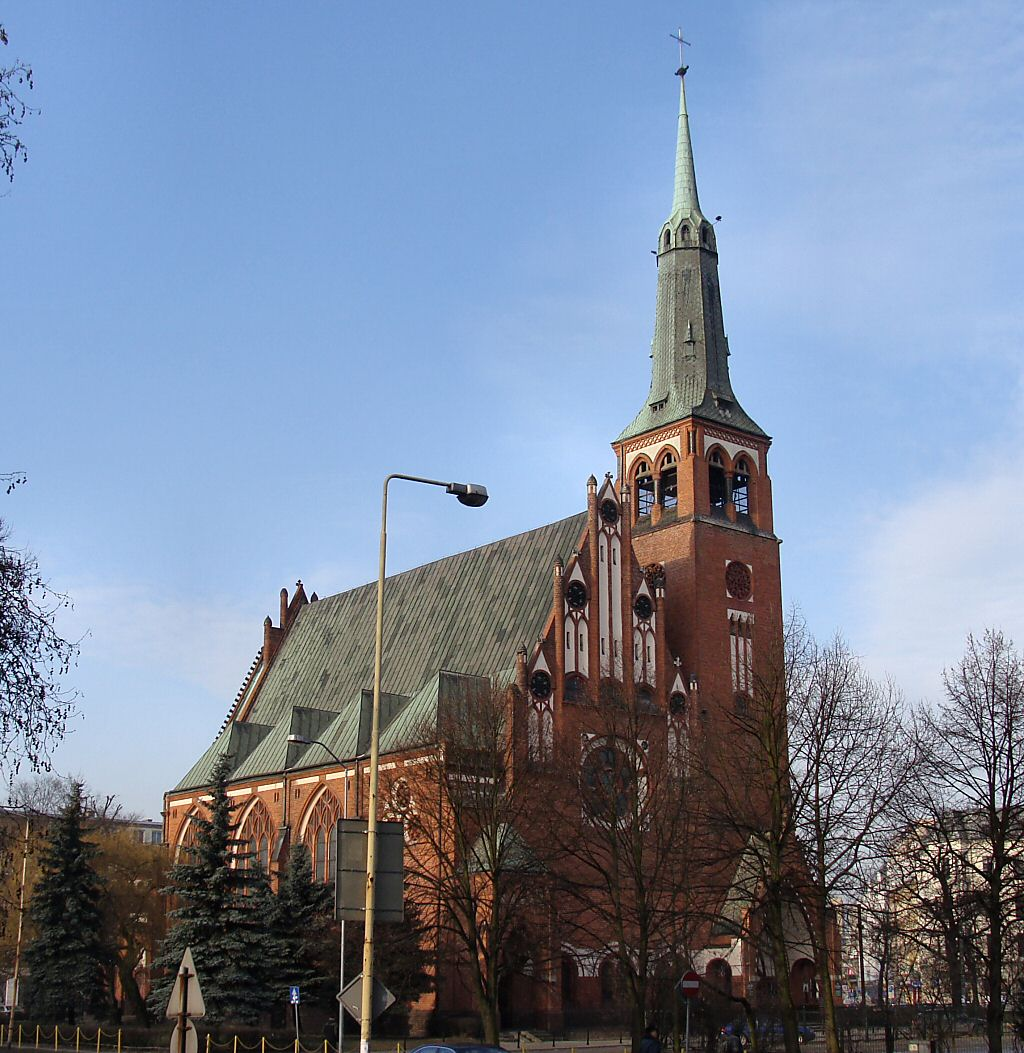
Église Saint-Adalbert
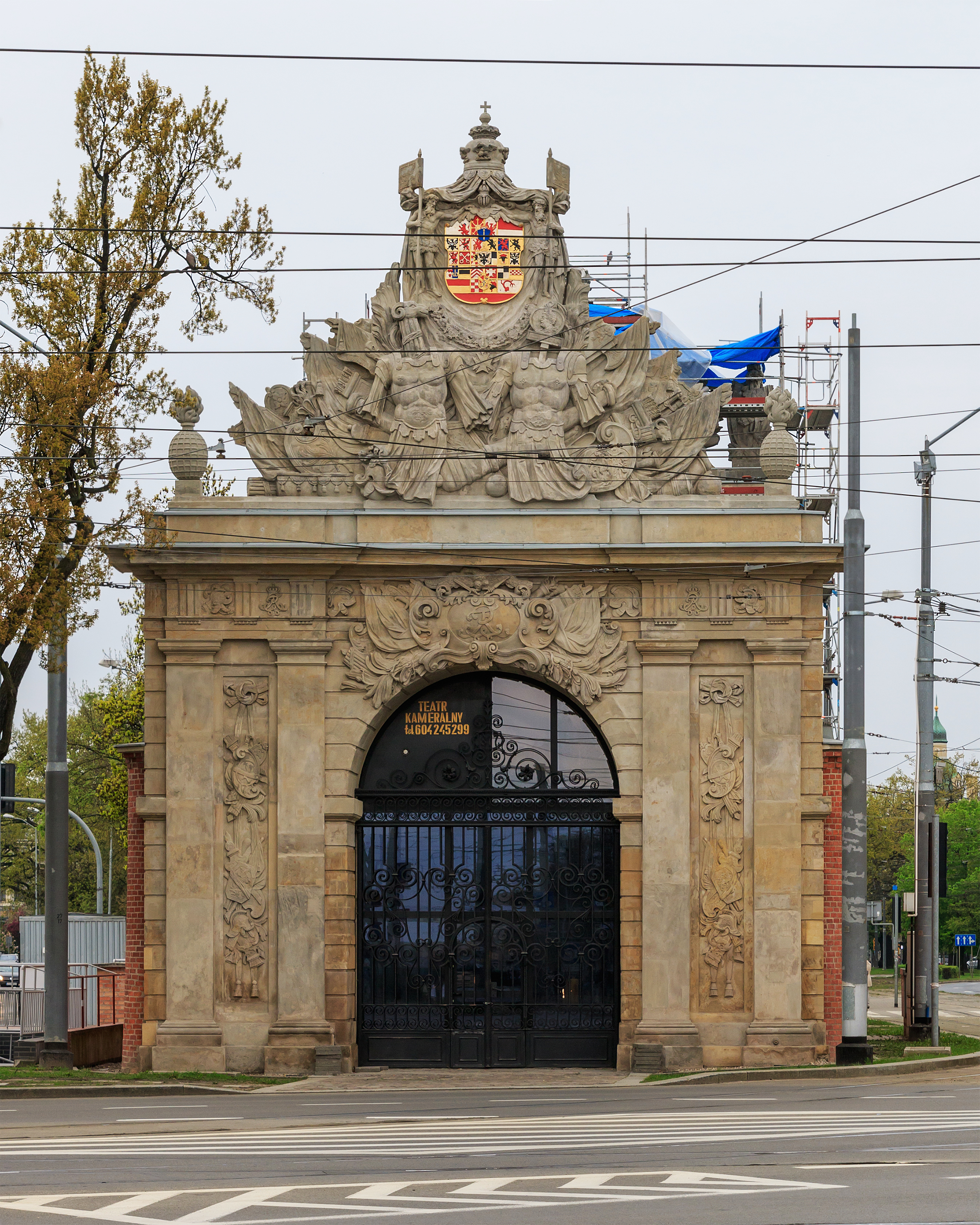
Porte de Port
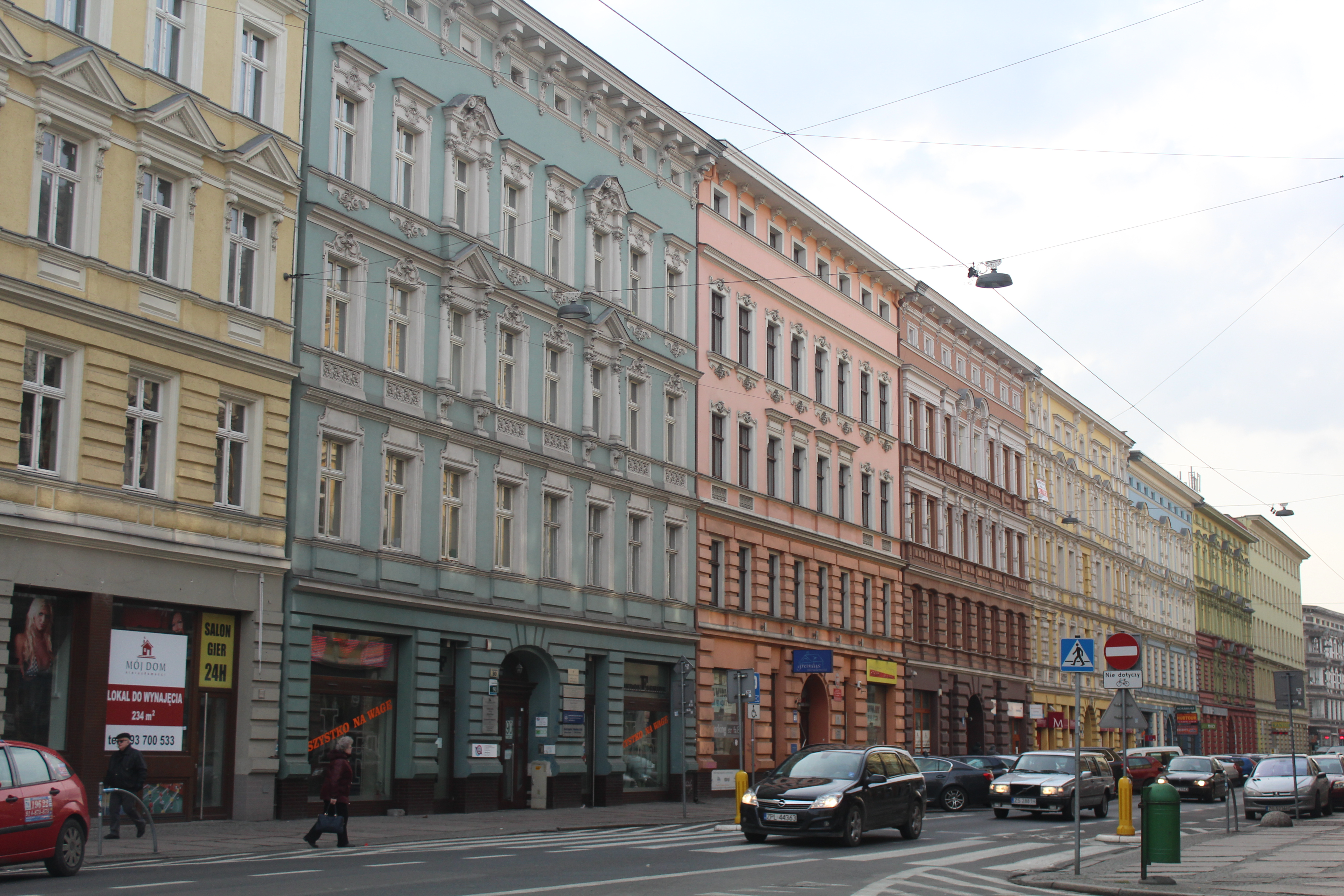
Ulica Jagiellońska (rue d'Jagellon)

## Transport

### Stations de tramway
- : Plac Szarych Szeregów, Plac Grunwaldzki, Plac Rodła
- : Plac Rodła, Plac Żołnierza Polskiego, Brama Portowa